# Hermann Herz (SS-Mitglied)
Erhart Hermann Herz (* 26. April 1908 in Gnölbzig; † 24. Januar 1978 in Freiburg im Breisgau) war ein deutscher SS-Führer und Gestapo-Beamter.

## Leben
Hermann Herz nahm nach dem Abschluss seiner Schulzeit ein Studium der Staats- und Rechtswissenschaften auf. Ohne dieses Studium abzuschließen trat er 1930 in den Polizeidienst ein. Am 29. Mai 1937 beantragte er die Aufnahme in die NSDAP und wurde rückwirkend zum 1. Mai desselben Jahres aufgenommen (Mitgliedsnummer 4.340.641), im selben Jahr trat er der SS bei (SS-Nummer 211.028). Nach seiner Beförderung zum Kriminalkommissar war er in der Staatspolizeistelle Halle (Saale) tätig. Herz war ab 1938 Dozent an der Grenzpolizeischule Pretzsch an der Elbe. Nach Beginn des Zweiten Weltkrieges gehörte Herz dem von Hans Trummler geführten zweiten sicherheitspolizeilichen Kontingent der Einsatzgruppe z. b. V. im okkupierten Polen an, die polnische Intellektuelle ermordete. Danach kehrte er an die Grenzpolizeischule Pretzsch an der Elbe zurück und nahm seine Lehrtätigkeit wieder auf. Nach Auflösung dieser Ausbildungsstätte setzte er seine Lehrtätigkeit an der Sicherheitspolizeischule Drögen in Fürstenberg/Havel fort.

„Recht ist, was Deutschland nützt.“

Im Februar 1943 übernahm Herz die Leitung der Staatspolizeistelle Allenstein und stieg im April 1943 zum SS-Sturmbannführer auf. Durch den  Inspekteur der Sicherheitspolizei und des SD in Königsberg Walter Schick wurde Hermann Herz Anfang 1944 über die der Geheimhaltung unterliegende Aktion 1005 informiert und instruiert. Schick übergab Herz eine Karte, auf der die Massengräber der Mordopfer der Einsatzgruppen verzeichnet waren. Herz bildete ein „Enterdungskommando“, dem neben ehemaligen Einsatzgruppenangehörigen, Gestapo-Beamten seiner Dienststelle und Gendarmen auch bis zu 15 jüdische Zwangsarbeiter angehörten. Dieses Kommando öffnete ab Februar 1944 die Massengräber, verbrannte die Leichen und bepflanzte danach die zugeschütteten Gruben zur Tarnung der Verbrechen. Die jüdischen Zwangsarbeiter wurden anschließend im April 1944 erschossen.
Nach Kriegsende trat Herz wieder in den Polizeidienst ein. Er war am Landeskriminalamt Baden-Württemberg und dem Landesamt für Verfassungsschutz Baden-Württemberg tätig, dozierte auch an der Landespolizeischule Freiburg und wurde bis zum Kriminalhauptkommissar befördert. Auf eigenen Wunsch ließ er sich Anfang der 1960er Jahre pensionieren. Die Staatsanwaltschaft Freiburg nahm 1964 Ermittlungen gegen Herz wegen Beihilfe zum Mord an den jüdischen Arbeitshäftlingen des Enterdungskommandos auf. Am 18. März 1966 wurde Herz in einem Verfahren vor dem Schwurgericht des Landgericht Freiburg freigesprochen. Herz hatte zwar zugegeben, dass die 15 Arbeitshäftlinge des Enterdungskommandos auf seine Weisung hin erschossen worden waren; dabei habe er aber unter Befehlsnotstand gestanden. Herz wurde zugutegehalten, dass er die Arbeitshäftlinge für zum Tode verurteilte Straftäter gehalten und befehlsmäßig gehandelt habe.